# Wolfgang Hofmann
Pour les articles homonymes, voir Hofmann.
Wolfgang Hofmann, né le 30 mars 1941 à Cologne et mort le 12 mars 2020, est un judoka allemand ayant représenté l'Équipe unifiée d'Allemagne. Il est médaillé d'argent olympique en 1964 en catégorie des moins de 80 kg.

## Palmarès international
| Année | Compétition     | Lieu  | Résultat | Catégorie      |
| ----- | --------------- | ----- | -------- | -------------- |
| 1964  | Jeux olympiques | Tokyo | 2e       | Moins de 80 kg |